# ورخنه نیکولسکویه
ورخنه نیکولسکویه (به لاتین: Verkhnenikolskoye) یک منطقهٔ مسکونی در روسیه است که در باشقیرستان واقع شده‌است.